# Планктус
Планктус (лат. planctus) — плач или панихида; песня или стихотворение, выражающее скорбь или траур, близкое к секвенции. Были популярной литературной формой в средние века, когда писались на латыни или народном языке (как, например, плачи трубадуров, самым известным из которых, возможно, является плач Гаусельма Файдита о Ричарде Львиное Сердце). Обычно в планктусе оплакивается смерть известного или знаменитого человека, однако английский филолог-медиевист Питер Дронке выделил и ряд других типов.
Образцы IX века включают в себя народные причитания, исполняемые женским голосом, германские песни изгнания и странствий, а также планкты на библейские или классические темы (например, латинский Planctus cygni). Самые ранние образцы музыки для планктуса встречаются в рукописях X века, связанных с аббатством Сен-Марциал  в Лиможе. Начиная с XII века Дронке выделяет растущее число плачей Девы Марии (называемых planctus Mariae) и claimes d’amour (жалоб на любовь) в куртуазной любовной традиции. С середины XIII века сохранился ранний каталонский плач по Марии Augats, seyós qui credets Déu lo Payre, а около 1300 года Монгольское вторжение в Европу было отражено в планктусе анонимного монаха из окружения венгерского короля Белы IV Planctus Destructus regni Hungariae per Tartaros (1242 г.).

## Историческое значение
Историк-медиевист Леви Роуч считает, что использование жанра планктус при отпевании нормандских аристократов свидетельствует о вовлеченности последних во французскую религиозную и культурную традицию. Например, планктус на смерть герцога Нормандии Вильгельма I был написан латинскими стихами, и к нормандскому герцогу в нём обращаются в тех же выражениях, что и к прочим представителям местной франкской аристократии.